# Gré Brouwenstijn
Gré Brouwenstijn (Gerarda Demphina van Swol-Brouwenstijn) (Den Helder, 26 augustus 1915 – Amsterdam, 14 december 1999) was een wereldberoemde Nederlandse sopraan.

## Loopbaan

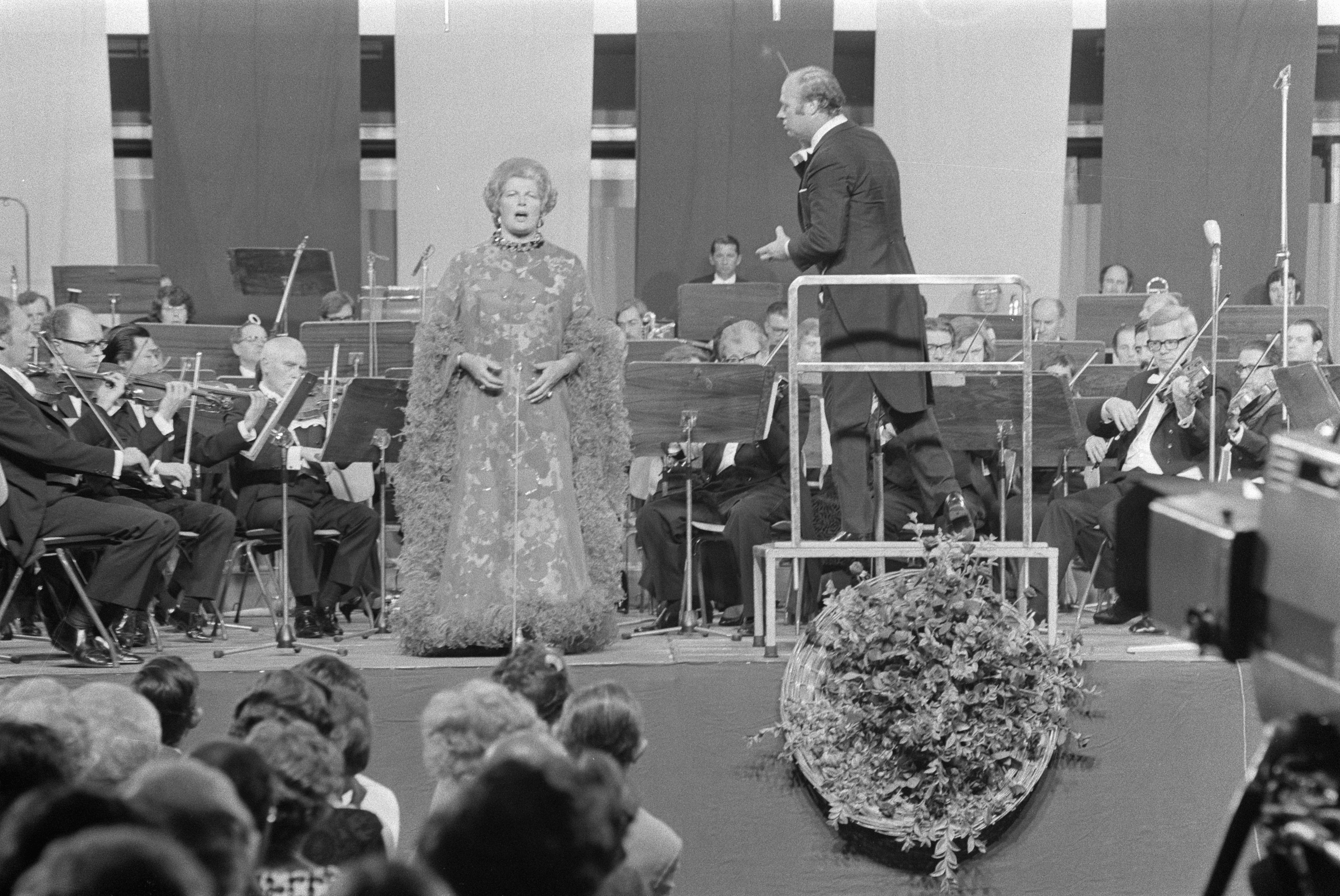
Afscheidsconcert in 1971, met Bernard Haitink en het Concertgebouworkest

Gré zong al vrij jong bij een plaatselijk zangkoor. Toen ze 16 jaar was werd ze, met hulp van haar toenmalige leraar Duits, aangenomen op het Muzieklyceum te Amsterdam, waar ze aanvankelijk les kreeg van Jaap Stroomenbergh en later van Boris Pelsky.

Ze debuteerde in 1939 bij de Nederlandsche Opera-Stichting met een rol in Die Zauberflöte van Mozart. Haar grootste successen behaalde zij echter met haar rol van Leonore in Beethovens Fidelio. Het zou haar "handelsmerk" worden.
Ze trad onder andere op in de Weense staatsopera, de Opéra National de Paris, Stuttgart, Berlijn, Amsterdam, Buenos Aires, Royal Opera House (Londen) en Glyndebourne. In de oorlogsjaren trad zij op tijdens 'Weermachtsconcerten' voor het Duitse leger. Bij de Stichting Beeld en Geluid bevindt zich een foto van Gré Brouwenstijn in gesprek met Seyss-Inquart, vermoedelijk na een uitvoering van Wagners Wesendonck Lieder. In een televisie-interview verklaarde zij later in de 'moeilijke' oorlogsjaren de (omroep)koren te hebben 'gevormd'.
In juni 1971 trad ze voor de laatste maal op. Dat was samen met het Concertgebouw Orkest onder leiding van Bernard Haitink in de RAI te Amsterdam. Ze zong de glansrol uit haar carrière, Leonore, in de opera Fidelio van Ludwig van Beethoven. De andere rollen werden eveneens door internationale operasterren van Nederlandse origine bezet. Anton de Ridder was Florestan en Arnold van Mill was Rocco.

## Privéleven

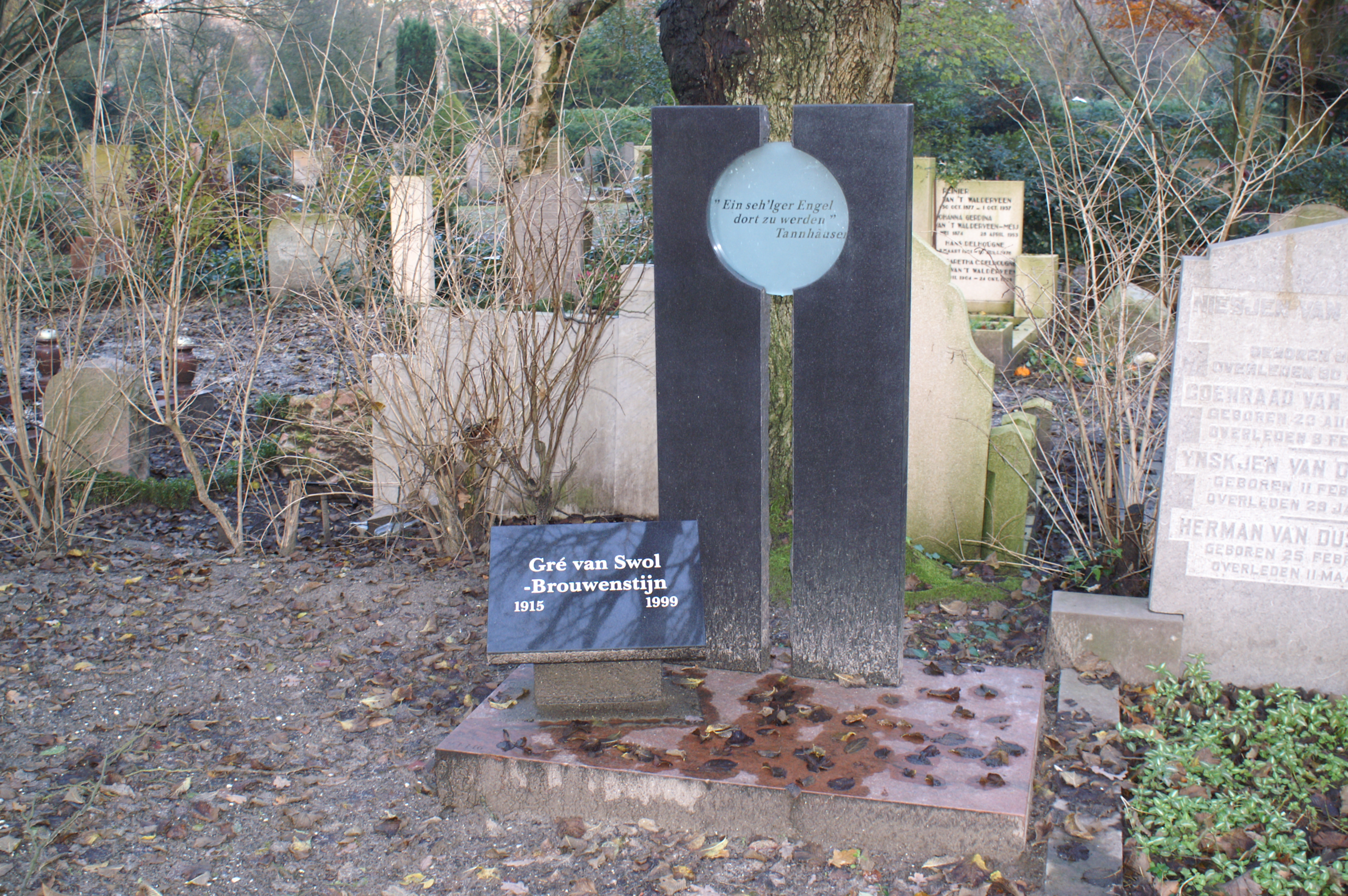
Graf van Gré Brouwenstijn

Brouwenstijn trad twee keer in het huwelijk. Van 1948 tot 1953 was ze getrouwd met tenor Jan van Mantgem. Van 1957 tot haar dood in 1999 was ze getrouwd met voormalig tennisser en televisiedokter Hans van Swol. Uit haar eerste huwelijk heeft Brouwenstijn een zoon.
Ze overleed in 1999 op 84-jarige leeftijd en ligt begraven op Zorgvlied. Haar man Van Swol overleed in 2010 en ligt nu bij haar in het graf.

## Discografie
Grammofoonplaten:
- Gré Brouwenstijn sings Verdi
- Höhepunkte der Oper Freischütz van Carl Maria von Weber
- Die Walküre van Wagner
- Wie nahte mir der Schlümmer
- Gré Brouwenstijn 'Famous Operatic Arias' Beethoven, Verdi, Puccini
- Operatic Highlights uit: Oberon (van Carl Maria von Weber) en Cavalleria Rusticana (van Mascagni)
- Gré Brouwenstijn sings Verdi and Wagner

Cd's:
- Tannhäuser (1998)
- Il Trovatore (2002)
- La forza del destino (2002)
- Fidelio (2002)